# Xanthodynerus octavus
Xanthodynerus octavus är en stekelart som först beskrevs av Giordani Soika 1943.  Xanthodynerus octavus ingår i släktet Xanthodynerus och familjen Eumenidae. Inga underarter finns listade i Catalogue of Life.